# Черо ал Ламбро
Чѐро ал Ла̀мбро (на италиански: Cerro al Lambro, на западноломбардски: Cèrr al Làmber, Чер ал Ламбер) е градче и община в Северна Италия, провинция Милано, регион Ломбардия. Разположено е на 84 m надморска височина. Населението на общината е 5025 души (към 2013 г.).